# A noite do meu bem

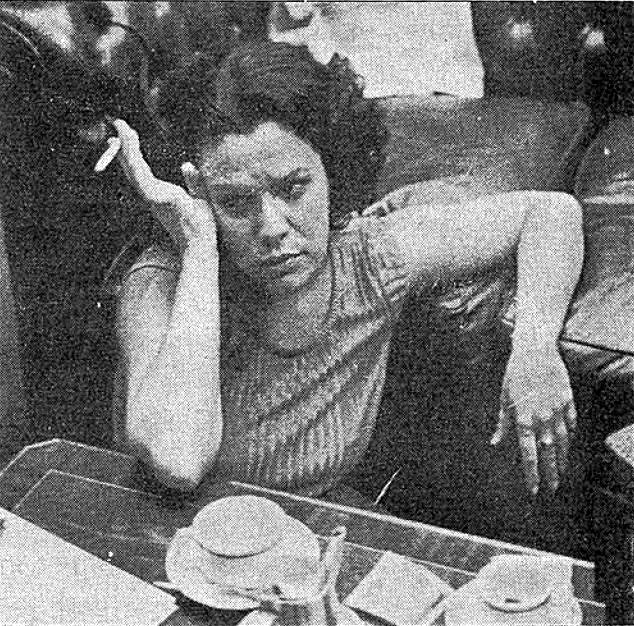
Elis Regina, en 1979.

" A Noite do Meu Bem " es una canción compuesta por la cantante y compositora brasileña Dolores Duran en 1959. Además de ser un gran éxito en la música brasileña, es quizás el mayor éxito de Dolores Duran. La canción es de estilo samba-canção y contiene estrofas de tres líneas. En la letra, hay un yo lírico esperando ansiosamente a su amor, una noche romántica, hermosa y apasionada. Durante la canción se cantan sentimientos puros, hasta que al final, cansado de esperar, el personaje aparece desesperanzado y amargado. A Noite do Meu Bem fue elegida como una de las 100 mejores canciones brasileñas de todos los tiempos por la revista Rolling Stone Brasil.

## Otros intérpretes
Nelson Gonçalves, Maysa Matarazzo, Elis Regina, Milton Nascimento, Maria Creuza, Nana Caymmi, Sara Montiel, Flor Silvestre, Hebe Camargo, Chavela Vargas y Altemar Dutra.